# Cariniana micrantha
Cariniana micrantha är en tvåhjärtbladig växtart som beskrevs av Adolpho Ducke. Cariniana micrantha ingår i släktet Cariniana och familjen Lecythidaceae. Inga underarter finns listade i Catalogue of Life.